# Trullträsk
Trullträsk är en sjö i Gotlands kommun i Gotland och ingår i Gothemån-Snoderåns kustområde. Sjöns area är 0,04 kvadratkilometer och den befinner sig 5 meter över havet. Vid provfiske har bland annat abborre, gädda, mört och sarv fångats i sjön.

## Fisk
Vid provfiske har följande fisk fångats i sjön:
- Abborre
- Gädda
- Mört
- Sarv
- Sutare